# Михайловка (Березанский район)
Михайловка (укр. Михайлівка) — село в Березанском районе Николаевской области Украины.
Население по переписи 2001 года составляло 101 человек. Почтовый индекс — 57412. Телефонный код — 5153. Занимает площадь 0,38 км².

## Местный совет
57412, Николаевская обл., Березанский р-н, с. Василевка, ул. Ленина, 54а